# 南部安信
南部安信（1493年—1541年）是日本戰國時代陸奥國的大名。南部氏第23代當主。南部政康的長男。二弟是石川高信，高信之子南部信直是安信的外甥。

## 簡歷
安信的目標是令南部氏成為戰國大名，積極地進行勢力擴大政策。大永4年（1524年），動員石川高信等3位弟弟平定津輕地方諸城，留下高信負責統治。之後佈置三弟南長義在五戶地方、四弟石龜信房在石龜城、五弟毛馬内秀範在毛馬内城，鞏固了南部氏的體制。
有說法指由於安信建立的根基，對次代南部晴政時期的發展有重要影響，但是上述安信的事跡是被後世的書籍記錄，關於安信的第一手資料不足，實際的功績被認為不明。基於同樣理由，安信以前的南部氏的本質亦有很多疑點。